# دمینه شرقی
دمینة الشرقیة یک منطقهٔ مسکونی در سوریه است که در Al-Qusayr واقع شده‌است.

## خصوصیات
دمینة الشرقیة ۱٬۸۹۳ نفر جمعیت دارد.